# Bartangi
Bartangi /sami sebe nazivaju Bartangidz, što dolazi od riječi Bártáng, njihovog naziva za jednu pritoku Pjandža/, pleme ili mali pamirski narod iz Tadžikistana s rijeke Bartang (pritok Panja, Pjandža) na obroncima Pamira. Glavna su im sela Sipandzh (Bartang na nekim mapama), Darzhomch, Razudsh i Basid. Zbog masovnih preseljenja 1950.-tih godina, populacija im je 1959. svedena na manje od 1,000. Bartangi su bliski srodnici Rošana a zajedno su sa Šugnima klasificirani pamirskoj jezičnoj podskupini Shugni-Yazgulami. Prema SIL-u njihov dijalekt možda je poseban jezik. 

## Vanjske poveznice
- Bartangs  Arhivirana inačica izvorne stranice od 4. srpnja 2008. (Wayback Machine)